# Пам'ятки архітектури національного значення Херсонської області
У Херсонській області нараховується 32 пам'ятки архітектури національного значення.

## Список
| № п/п               | Найменування пам'ятки                                   | Датування       | Місцезнаходження                | Охоронний номер та номер у комплексі |
| ------------------- | ------------------------------------------------------- | --------------- | ------------------------------- | ------------------------------------ |
| м. Херсон           |                                                         |                 |                                 |                                      |
| 1                   | Арсенал (мур.)                                          | 1784 р.         | вул. Перекопська, 10            | 717                                  |
| 2                   | Очаківська південна брама фортеці (мур.)                | к. 18 ст.       | вул. Перекопська, 13            | 718                                  |
| 3                   | Московська (Петербурзька) північна брама фортеці (мур.) | к. 18 ст.       | вул. Перекопська, 13            | 719                                  |
| 4                   | Катерининський собор (мур.)                             | 1782 — 1787 рр. | вул. Перекопська, 13            | 720                                  |
| 5                   | Дзвіниця Катерининського собору (мур.)                  | 1806 р.         | вул. Перекопська, 13            |                                      |
| 6                   | Греко-Софіївська церква (мур.)                          | 1780 о          | вул. Богородицька, 13           | 722                                  |
| 7                   | Святодухівський собор із дзвіницею (мур.)               | 1804 — 1836 рр. | вул. Преображенська, 36         | 723                                  |
| 8                   | Житловий будинок (мур.)                                 | п. 19 ст.       | вул. Старообрядницька, 14       | 1620                                 |
| 9                   | Житловий будинок (мур.)                                 | сер. 19 ст.     | вул. Старообрядницька, 23       | 1621                                 |
| 10                  | Житловий будинок (дім віце-адмірала Сенявіна) (мур.)    | к. 18 ст.       | вул. Старообрядницька, 36       | 1622                                 |
| 11                  | Резиденція губернатора (мур.)                           | 1905 р.         | вул. Петра Калнишевського, 4/14 | 1623                                 |
| 12                  | Миколаївська церква (мур.)                              | 1819 р.         | вул. Мостова, 31                | 1624                                 |
| 13                  | Бібліотека (мур.)                                       | 1897 р.         | вул. Торгова, 24                | 1625                                 |
| 14                  | Житловий будинок (мур.)                                 | 1820 р.         | вул. Богородицька, 1            | 1626                                 |
| 15                  | Складська споруда (мур.)                                | к. 18 ст.       | вул. Богородицька, 27           | 1627                                 |
| 16                  | Лікарня (мур.)                                          | 1840 р.         | пр. Ушакова, 67                 | 1628                                 |
| 17                  | Пам'ятник Джону Говарду (мур.)                          | 1827 р.         | пр. Ушакова                     | 1629                                 |
| м. Нова Каховка     |                                                         |                 |                                 |                                      |
| 18                  | Корсунський монастир (мур.) :                           | к. 18 ст.       |                                 | 726                                  |
| 19                  | Дмитрівська церква (мур.)                               | 1797 — 1802 рр. |                                 |                                      |
| 20                  | Трапезна (мур.)                                         | 1804 р.         |                                 |                                      |
| 21                  | Центральна брама (мур.)                                 | к. 18 ст.       |                                 |                                      |
| 22                  | Західна брама (мур.)                                    | к. 18 ст.       |                                 |                                      |
| 23                  | Північно-східна брама (мур.)                            | к. 18 ст.       |                                 |                                      |
| 24                  | Мури (мур.)                                             | к. 18 ст.       |                                 | 726/2                                |
| Бериславський район |                                                         |                 |                                 |                                      |
| 25                  | Введенська церква (мур.)                                | 1726 р.         | м. Берислав, вул. Садова        | 724                                  |
| 26                  | Григорівський Біщюков монастир (мур.):                  | 1781 р.         | с. Червоний Маяк                | 725                                  |
| 27                  | Мури (мур.)                                             | 1781 р.         | с. Червоний Маяк                | 725/1                                |
| 28                  | Башта північно-східна (мур.)                            | 1781 р.         | с. Червоний Маяк                | 725/2                                |
| 29                  | Башта південно-східна (мур.)                            | 1781 р.         | с. Червоний Маяк                | 725/3                                |
| 30                  | Башта (мур.)                                            | 1781 р.         | с. Червоний Маяк                | 725/4                                |
| 31                  | Покровська церква (мур.)                                | 19 ст.          | с. Червоний Маяк                | 725/5                                |
| 32                  | Брама (мур.)                                            | 1898 р.         | с. Червоний Маяк                | 725/6                                |